# Уилтси, Хукс
Джордж Лерой «Хукс» Уилтси (англ. George Leroy «Hooks» Wiltse, 7 сентября 1879, Гамильтон, Нью-Йорк — 21 января 1959, Лонг-Бич, там же) — американский бейсболист и тренер. Выступал на позиции питчера. С 1904 по 1914 год он играл в Главной лиге бейсбола в составе клуба «Нью-Йорк Джайентс», в 1915 году провёл несколько игр в команде Федеральной лиги «Бруклин Тип-Топс». Сыграл ноу-хиттер 4 июля 1908 года.

## Биография
Джордж Лерой Уилтси родился 7 сентября 1879 года на семейной ферме в Пекспорте в штате Нью-Йорк. Во всех сохранившихся документах его местом рождения указана деревня Гамильтон, ближайший крупный населённый пункт. Он был младшим из девяти детей в семье, которая позднее переехала в Сиракьюс. В бейсбол Джордж начал играть по примеру своего старшего брата Льюиса.
Профессиональную карьеру Уилтси начал в 1902 году в составе команды из Скрантона, выступавшей в независимой лиге штата Пенсильвания. После расформирования лиги он заключил контракт с клубом из Троя, совмещая бейсбол и семейный бизнес по продаже ковров. В 1903 году Уилтси выиграл двадцать матчей при восьми поражениях и после окончания сезона его контракт был выкуплен клубом «Нью-Йорк Джайентс».
В Главной лиге бейсбола он дебютировал в 1904 году, одержав на старте чемпионата двенадцать побед. Этот результат был повторён лишь в середине 1970-х годов питчером «Сан-Диего Падрес» Батчем Мецгером. Всего в своём первом сезоне Уилтси выиграл тринадцать матчей, проиграв три. Его показатель пропускаемости составил 2,84. В ноябре того же года он женился на Делле Шаффер.
В 1905 году Уилтси был пятым питчером в стартовой ротации Джайентс, по ходу регулярного чемпионата одержав пятнадцать побед при шести поражениях. Команда стала победителем Национальной лиги, а затем выиграла Мировую серию. Джордж в матчах финала участия не принимал. В последующих двух сезонах он выиграл ещё 29 матчей регулярного чемпионата. Лучшим же годом в его карьере стал 1908. Уилтси был перемещён на позицию второго питчера вместо Джо Макгиннити и установил личные рекорды по количеству сыгранных матчей, полных игр и «сухих» побед. Четвёртого июля 1908 года он провёл десять иннингов в матче против «Филадельфии» и сыграл ноу-хиттер, лишившись совершенной игры из-за ошибки ампайра Сая Риглера.
В сезоне 1909 года Уилтси выиграл двадцать и проиграл одиннадцать матчей с пропускаемостью 2,00. По ходу чемпионата за ним закрепилась репутация питчера, лучше играющего в холодную погоду и быстро устающего в жару. В 1910 году он последний раз в карьере отыграл более 200 иннингов за сезон. Затем его роль в команде начала снижаться, хотя Уилтси внёс заметный вклад в победу «Джайентс» в Национальной лиге в 1911 и 1912 годах. В Мировой серии 1911 года он сыграл в двух матчах, выходя на замену. Финальные игры в сезоне 1912 года он пропустил, но сыграл в Мировой серии 1913 года, третьей подряд для команды. Все три финала «Джайентс» проиграли.
В своём последнем сезоне в составе «Джайентс» в 1914 году Уилтси сыграл в двадцати матчах. Следующий сезон он начал в составе «Джерси-Сити Скитерз» в Международной лиге, но затем подписал контракт с клубом «Бруклин Тип-Топс», выступавшим в Федеральной лиге, претендовавшей на статус одной из главных. За «Тип-Топс» Уилтси провёл восемнадцать игр. Затем, до 1924 года, он играл в младших лигах, большую часть времени проведя в «Баффало Байзонс». Там Джордж выходил на позициях питчера и игрока первой базы, выполнял обязанности играющего тренера. В 1925 году он работал тренером питчеров в «Нью-Йорк Янкис».
После ухода из бейсбола Уилтси жил в Сиракьюсе, занимался продажей недвижимости. В 1932 и 1933 годах он занимал пост олдермена. Скончался Джордж Уилтси 21 января 1959 года в возрасте 79 лет от эмфиземы.